# حميراء المغرب
حميراء المغرب أو حُمَرُ المغرب أو حميراء موسييرية (الاسم العلمي: Phoenicurus moussieri) (بالإنجليزية: Moussier's Redstart)‏ هو نوع من الطيور يتبع جنس الحميراء من فصيلة خاطفات الذباب.

## توزع
حمر المغرب من الأنواع المستوطنة لأعالي جبال الأطلس في الشمال الغربي لإفريقيا حيث يتواجد في الأماكن الصخرية على مستويات الـ 3000 متر فوق سطح البحر.